# هاري جي. غارلاند
هاري جي. غارلاند (بالإنجليزية: Harry G. Garland)‏ هو شخصية أعمال أمريكي، ولد في 28 نوفمبر 1899 في جوليت في الولايات المتحدة، وتوفي في 18 يونيو 1972.